# Haissa
La Haissa fou una fàbrica tèxtil de gèneres de punt de Badalona, del barri de Morera. És coneguda per la seva destrucció succeïda a causa d'un incendi el 17 de maig de 1974, que provocà la mort de sis treballadors, un home i cinc dones. Aquell fet va quedar ben aviat en l'oblit, no fou fins fa pocs anys que l'incident ha sigut objecte de record i les víctimes homenatjades.

## Incendi
L'incendi de la Haissa es produí el 17 de maig de 1974 al voltant de les sis de la tarda. S'inicià al soterrani a causa de la combustió de les fibres acríliques, que originaren una intensa fumarada. Normalment, la majoria dels treballadors sortien al carrer durant el descans per berenar, però aquell dia set persones van quedar-se a dins. Francesc Andreu treballava reparant les calderes del soterrani, mentre els altres treballadors, dones en la seva totalitat, van quedar-se berenant als vestuaris. Cap a dos quarts, els treballadors que havien sortit intentaren tornar a la feina, però es van trobar amb el fum que els ho impedí. El fum tenia una gran intensitat, tanta que es podia empènyer amb les mans, i va provocar la mort de sis dels set treballadors que havien quedat atrapats a dins de la fàbrica. L'única supervivent, Dolores Fernández, intentà sortir a l'exterior per l'única sortida d'emergència que hi havia en aquella secció, estava tancada, tanmateix aconseguí salvar-se gràcies a l'oxigen que entrava per una escletxa de la porta.
L'empresa no tenia cap mena de llicència municipal. De fet, no sonà cap alarma, retardant que els altres treballadors s'adonessin de l'incendi. Així mateix, els materials cremats no estaven aïllats, les preses d'aigua per als bombers no tenien pressió, quelcom que va dificultar les tasques d'extinció. L'incendi durà tota la tarda i la nit fins al voltant de les cinc de la matinada del 18 de maig. A banda del servei de bombers municipal de Badalona, hi hagué la presència dels bombers de Mataró, Granollers, Barcelona, Sabadell, Terrassa i els de la Diputació de Barcelona. No obstant això, la fàbrica va quedar totalment destruïda. De matinada es produí inesperadament l'esfondrament de les quatre plantes de l'edifici mentre els bombers treballaven en l'extinció, afortunadament no hi hagué víctimes, només dos bombers que van rebre cops a les cames. Des d'aquell moment el treball dels bombers es limità a extingir el foc que per la seva magnitud va obligar a desallotjar un habitatge pròxim. A les cinc només quedaven algunes unitats per comprovar que no quedessin brases enceses.
Els treballs de rescat també foren difícil a causa del perill del fum, els cadàvers de les víctimes van ser traslladades al dipòsit judicial de Badalona, on van ser identificades. D'altra banda, es descartà que hi hagués més víctimes perquè fora de la fàbrica es va dur un recompte i asseguraren la xifra. Tres bombers van resultar ferits a causa de lleus intoxicacions durant les tasques de rescat, el cas més greus dels quals fou el del cap del parc de bombers, que fou ingressat a l'Hospital Clínic.
La fàbrica Haissa era de construcció molt recent, les seves façanes estaven fetes d'alumini estriat. Tanmateix, la seva destrucció es degué a molts condicionants, com s'ha esmentat, el retard, les pèssimes condicions de seguretat de la fàbrica, van conduir a l'agreujament de l'incident. D'altra banda, entre les possibles causes de l'incendi es creu que pogué ser l'explosió d'alguna caldera o l'incendi d'un transformador. Les pèrdues materials van ser enormes l'edifici, que era nou, havia costat 37 milions de pessetes i s'estimà que els materials que hi havia emmagatzemats, tant les matèries primeres com les manufactures superaven diverses desenes de milions.

### Víctimes
A l'incendi van morir sis persones, cinc dones i un home, asfixiats pel fum. Tots ells eren persones humils, la majoria d'ells residents a Badalona eren immigrants nouvinguts a la ciutat. Les víctimes foren les següents:
- Francesc Andreu Morales (48 anys) casat, natural i veí de Badalona
- Eusebia Lausén Fusté (53 anys), encarregada de la neteja, vídua, natural d'Alcanyís i veïna de Badalona
- Josefa Lumbreras López (19 anys), natural de Linares i veïna de Badalona
- Francisca Vico Morales (21 anys), natural de Torres i veïna de Santa Coloma de Gramenet
- Antònia Llanés Costa (50 anys) veïna de Badalona
- Gloria Parra Marín (18 anys) natural de Linares i veïna de Badalona

El 19 de maig foren enterrades, en un acte de caràcter oficial, al Cementiri de Sant Pere de Badalona, i s'informà a la població que no hi havia més víctimes. Malgrat la magnitud de l'incident, els mitjans de comunicació ben aviat van deixar de parlar de la Haissa, i conseqüentment no es buscaren responsabilitats. El sindicat oficial no va posar objeccions i les famílies i treballadors que protestaren van ser amenaçats per la policia. La Caixa de Jubilacions i Subsidis Tèxtil va atorgar als familiars de les víctimes ajudes, la primera de les quals fou de 100.000 pessetes. Les indemnitzacions van ser acceptades a contracor i algunes d'elles no es van arribar a dur a terme mai, per exemple el pagament per part de l'empresa dels estudis al fill de Francesc Andreu promès a la seva vídua. Durant molts anys el tema va quedar en l'oblit.
Poc després, els treballadors de la fàbrica, també víctimes en veure's sense feina, es van reunir amb el delegat comarcal de sindicats, en presència de l'alcalde accidental Josep Guillén Clapés, a fi de resoldre el cobrament de sou, que finalment fou proveït per l'Institut Nacional de Previsió en la seva totalitat.

### Memòria i homenatge
El 2009 l'historiador local Emili Ferrando va posar en relleu de nou l'incident de la Haissa i treure'l de l'oblit en què havia quedat des dels anys 70. Publicà el llibre Haissa. Història d'una tragèdia obrera en el tardofranquisme, posant en valor la necessitat de tenir una sèrie de normes de seguretat laborals. Llavors, l'Ajuntament de Badalona es comprometé a reconèixer públicament a les víctimes i instal·lar una placa en homenatge explicant l'accident. L'acte commemoratiu es dugué a terme el 2012 a la plaça Rosalia de Castro, que s'acordà en Ple municipal rebatejar-la com plaça dels Treballadors de Haissa. també s'encarregà una escultura, encarregada Laia Soler Canillas, una alumna de l'Escola d'Art i Disseny Pau Gargallo. L'escultura, però, no s'instal·là, a causa del seu cost i es va instal·lar una placa en el seu lloc. Aquell any un grup d'entitats de Badalona van iniciar una campanya per finançar l'escultura a través d'actes solidaris i donacions. L'escultura es va inaugurar finalment el març de 2015.